# Heveskes

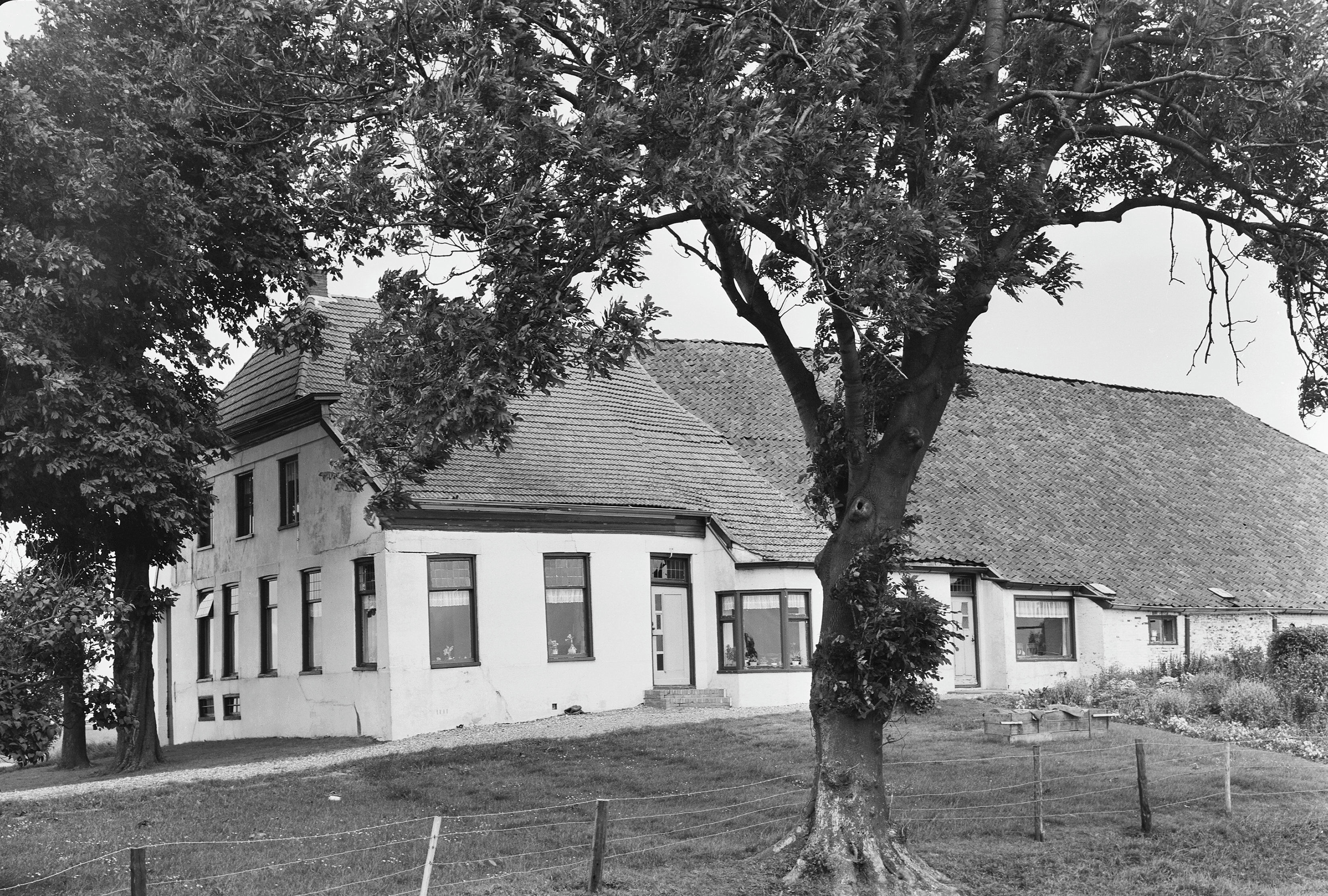
Fattoria nel 1968

Heveskes (Gronings: 'Heemskes' o 'Weskes') era un villaggio nel comune di Delfzijl, nella provincia olandese di Groninga.
Il villaggio, che aveva 215 abitanti al censimento del 1960, scomparve negli anni sessanta e settanta del Novecento per far posto all'area industriale di Oosterhorn, dove sorse la fonderia di alluminio Aldel. Del villaggio rimase solo la chiesa del XIII secolo, restaurata nel 1991.